# Coprinellus deliquescens
Coprinellus deliquescens es una especie de hongo en la familia Psathyrellaceae. Fue descrita por primera vez como Agaricus deliquescens  en 1790 por el micólogo francés Bulliard, posteriormente en 1970 fue transferida al género Coprinellus por Petter Karsten.